# الهواری فرحانی
الهواری فرحانی (انگلیسی: Houari Ferhani؛ زادهٔ ۱۱ فوریهٔ ۱۹۹۳) بازیکن فوتبال اهل الجزایر است.
از باشگاه‌هایی که در آن بازی کرده‌است می‌توان به باشگاه فوتبال القبائل اشاره کرد.
وی همچنین در تیم‌های ملی فوتبال زیر ۲۳ سال الجزایر و الجزایر بازی کرده‌است.